# Биг Ван Вейдер
Леон Аллен Уайт (англ. Leon Allen White, 14 мая 1955, Линвуд, Калифорния — 18 июня 2018, Денвер) — американский рестлер и бывший игрок в американский футбол, более известный как Биг Ван Вейдер (англ. Big Van Vader) или Вейдер (англ. Vader). На протяжении своей карьеры он выступал в New Japan Pro-Wrestling (NJPW), World Championship Wrestling (WCW), World Wrestling Federation (WWF), All Japan Pro Wrestling (AJPW) и Pro Wrestling Noah (NOAH) в 1990-х и 2000-х годах. Широко известный как один из величайших рестлеров супертяжелого веса всех времен, он был 13-кратным чемпионом мира.
Вейдер — рестлер-супертяжеловес, исполняющий воздушные приёмы; например Vadersault, который был признан читателями Wrestling Observer Newsletter «Лучшим приёмом» 1993 года. Первый в истории не-японец, который стал чемпионом мира в тяжёлом весе IWGP, двукратный чемпион Тройной короны в тяжёлом весе, а также трёхратный чемпиона мира в тяжёлом весе WCW. Член Зала славы Wrestling Observer Newsletter с 1996 года. В 2022 году Вейдер был введен в Зал славы WWE.

## Карьера в рестлинге

### American Wrestling Association (1985—1987)
Тренируясь в зале, Уайт был замечен человеком, с которым тот был знаком со школы. Этот человек предложил Леону подумать над карьерой профессионального рестлера. Тренируясь у Брэда Рейнганса, Уайт сделал первые шаги в мир рестлинга через American Wrestling Association. Выступал под прозвищем «Baby Bull» (рус. "Бычок"), позже — «Bull Power» (рус. "Бычья мощь"). Уайт усердно тренировался, в результате чего добился матча со Стэном Хэнсеном за титул чемпиона мира в тяжёлом весе AWA.

### New Japan Pro Wrestling (1987—1992)
Уайт поначалу подписал контракт с All Japan Pro Wrestling, но после рассмотрения контракта, был переведён в New Japan Pro Wrestling в 1987 году. Прозвище Уайта снова было изменено, теперь он — «Big Van Vader» (рус. Биг Ван Вейдер). Здесь он впервые стал выходить на ринг с маской (эта маска закрывала верхнюю половину головы и лица). Его гиммик был построен на одноимённом воине из японского фольклора.
После матча с Рики Тёсю он был вызван на бой с Иноки, который Вейдер проиграл. Позже Уайт потребовал реванша и выиграл второй матч с Иноки. Это событие привело к беспорядкам, в результате которых была закрыта арена New Japan Pro Wrestling — Sumo Hall. В 1989 году арена вновь открылась, и NJPW вернулись туда 22 февраля.
После победы в финальном матче турнира на восемь человек против Синъя Хасимото, Вейдер был объявлен новым чемпионом IWGP в тяжёлом весе. 25 мая, спустя месяц после победы в матче за чемпионство, Вейдер проиграл свой титул «мастеру суплексов», чеченскому рестлеру Салману Хасимикову. Хасимиков потерял чемпионство в матче с давним врагом Леона, Рики Тёсю. 10 августа, Вейдер реализовал свой шанс на чемпионство, победил Тёсю и стал двукратным чемпионом IWGP в тяжёлом весе. Чуть позднее, Уайт отправился в Европу, чтобы встретиться с Отто Ванзом за чемпионство в тяжёлом весе от промоушена CWA. Вейдер, который в этом матче снова взял свой старый псевдоним «Bull Power», выиграл титул, в результате чего стал чемпионом сразу в двух разных организациях профессионального рестлинга. Он продолжил свои поездки из Японии в Европу, защищая свои титулы.
В ноябре 1989 года, Вейдер отправился в Мексику для боя с Эль Канеком в Universal Wrestling Association (рус. Мировая Ассоциация Рестлинга) за чемпионство UWA в тяжёлом весе. Он выиграл этот матч, и держал титул почти год.
В феврале 1990 года, Вейдер встретился со Стэном Хансеном (своим другом) на шоу «AJPW vs. NJPW». Перед тем, как Вейдер вышел на ринг, Хансен непредумышленно сломал ему нос канатом, с которым тот выходил на ринг. Хансен, который был практически слеп и почти не мог видеть без очков, отрицал, что именно он сломал Вейдеру нос. Во время боя Хансен ткнул Вейдера в левый глаз, который попросту вывалился из глазной впадины. Вейдер взял перерыв, чтобы вернуть глаз назад для завершения боя по плану. В результате матча, Вейдер получил травму глазного яблока и сломанный нос.
Успехи Вейдера заинтересовали WCW, которые следили за ним во время его активного участия в New Japan. Вейдеру потребовалось четыре операции, чтобы устранить все травмы на его лице.
7 июля 1990 года, на The Great American Bash, Вейдер провёл свой первый матч в WCW, где победил Тома Зенка за чуть более, чем две минуты. В это же время, Вейдер начал враждовать со Стэном Хансеном в AJPW. Спустя две недели после дебюта в WCW, Вейдер отправляется в Европу и побеждает Рэмбо в финальном матче турнира за Мировое Чемпионство CWA, что сделало Вейдера трёхкратным чемпионом CWA. В январе 1991 года, Вейдер победил Тацуми Фудзинами и третий раз выиграл титул чемпиона IWGP. Это чемпионство было очень коротким, и уже 4 марта титул был проигран тому же Фудзинами. Рэмбо отобрал титул CWA 6 июля 1991 года.
Позже Вейдер снова победил Фудзинами и стал Интерконтинентальным Чемпионом CWA в тяжёлом весе, но, подписав контракт с WCW в 1992 году, титул был объявлен вакантным. С этого момента, WCW и NJPW заключили соглашение о сотрудничестве. Это облегчило жизнь Вейдеру, ведь теперь он мог более спокойно распоряжаться своим календарём, получить большую известность в WCW и появляться перед зрителями гораздо чаще.
1 марта 1992 года Леон и Бам Бам Бигелоу (англ. Bam Bam Bigelow) создали команду и выиграли командные титулы IWGP у Хироси Хасэ и Кэйдзи Муто. В мае Вейдер встретился один на один с Муто (теперь известным как «Великий Мута»), в результате боя получив травму колена. Эта травма стала причиной потери командных титулов в матче с братьями Штайнерами, после четырёх месяцев удержания. Теперь Вейдер гораздо реже появлялся на NJPW и был сфокусирован на WCW.

### World Championship Wrestling (1990—1995)
Вейдер подписал контракт с WCW в 1990 году, но приступил к работе лишь в 1992 году. В начале постоянной работы с WCW Вейдер выходил с менеджером, Харли Рейсом. 12 апреля 1992 года получил матч за мировое чемпионство WCW в тяжёлом весе, которое тогда держал Стинг, и во время матча был дисквалифицирован. Стинг получил несколько травм в результате проведённого Вейдером corner slingshot splash. Вейдер начал враждовать с Никитой Коловым, который быстро завершился после восстановления Стинга. Вейдер получил матч-реванш 12 июля 1992 года, на PPV The Great American Bash, победил Стинга и стал новым чемпионом мира WCW. Но, снова получив травму колена, должен был сюжетно проиграть чемпионство Фаруку, заменяющего Стинга, который был атакован Джейком Робертсом чуть ранее той же ночью. Вейдер был подвергнут операции на колене после Clash of the Champions.
После возвращения на Halloween Havoc, Вейдер сломал спину Джо Тёрнману (в результате внезапного инцидента, который привёл к параличу Тёрнмана на несколько часов) и посодействовал завершению карьеры Никиты Колова. Вейдер проиграл матч со Стингом, который являлся финалом турнира «King of Cable». Двумя днями позже, Вейдер победил Фарука, воспользовавшись травмой его плеча, и снова стал чемпионом WCW. 11 марта 1993 года, в Лондоне, Вейдер проиграл титул Стингу. Через шесть дней, в Дублине, забрал титул назад. Через несколько недель, успешно защитил чемпионство в матче против Стинга, Голдаста и Британского Бульдога.
В конце февраля 1993 года, Уайт подписал соглашение с UWFi (Union of Wrestling Force International), где выступал как «Супер Вейдер» (псевдоним Биг Ван Вейдер был запрещён к использованию). С сентября 1993 года, в США Супер Вейдер стал известен как просто Вейдер. Он работал с UWFi более чем два года. Его величайшим триумфом здесь стала победа на турнире «Лучший в мире» (англ. "Best in the World), который проходил с 3 апреля по 18 августа 1994 года. Вейдер начал с побед над Салманом Хасимиковым и Масахито Какихарой в четвертьфинале. В полуфинале, Вейдер победил Киёси Тамуру и, наконец, выбил Нобухико Такаду в финале, став мировым чемпионом UWFi. Позже он покинул промоушен из-за кризиса.
17 апреля 1993 года, Кактус Джек победил Вейдера по отсчёту в матче на WCW Saturday Night. Матч был серьёзно отредактирован для телепоказа, поскольку WCW не желало показывать столько крови. 24 апреля, в повторном матче, Вейдер провёл powerbomb Кактусу на маты около ринга. Фоли получил травму и частично потерял чувствительность левых руки и ноги. Вейдер думал, что Кактус теперь завершит карьеру, но тот позже вернулся. За время его отсутствия, Вейдер начал вражду с Британским Бульдогом. Они боролись на Slamboree в мае за чемпионство Вейдера. Вейдер ударил Бульдога стулом, тем самым получив дисквалификацию и защитив титул. Чуть позже, Вейдер и Сид Вишес (англ. Sid Vicious) сформировали команду и стали называть себя «Мастерами Powerbomb’ы» (англ. The Masters of the Powerbomb). В июле, они встретились в матче на Beach Blast с Британским Бульдогом и его новым командным партнёром Стингом. Кактус Джек вернулся в октябре на Halloween Havoc и боролся с Вейдером. Кактус провёл серию мощных ударов и бросков Вейдеру к концу матча, но в матч вмешался Харли Рейс, менеджер Вейдера, и буквально уничтожил Кактуса, что позволило Вейдеру победить. 16 марта 1994 года, Фоли потерял его правое ухо в матче с Вейдером в Мюнхене — голова Фоли застряла между канатов, которые прорезали ухо Фоли, которое оторвалось от головы.
Вейдеру был назначен матч с Сидом Вишесом на Starrcade, но болезнь Вишеса заставила WCW найти быструю замену. Эрик Бишофф поставил Рика Флера в матч. Согласно истории, Вейдер не воспринимал Флера серьёзно до того, пока тот не согласился поставить свою карьеру на кон против титула Вейдера. Вейдер доминировал весь матч, но Флеру удалось восстановиться за счёт неудачного вмешательства Рейса. В итоге Флер закончил третье удержание чемпионства WCW Вейдером. Вейдер продолжил вражду с Флером до SuperBrawl IV, на котором Флер снова победил Вейдера в матче в клетке.
Далее у Вейдер начался фьюд с The Boss, после победы над ним на Spring Stampede. На Slamboree Уайт встретился со Стингом за вакантное Интернациональное чемпионство мира WCW в тяжёлом весе, в итоге титул достался Стингу. На Clash of the Champions XXIX Вейдер победил Голдаста и получил возможность встретиться в матче с Джимом Дагганом за его Чемпионство США по версии WWE. В титульном матче на Starrcade, Вейдер удержал Даггана и выиграл его титул.
В январе 1995 года, Вейдер (теперь он выступал без менеджера, поскольку Харли Рейс попал в автокатастрофу, что вынудило его покинуть WCW) участвовал в сегменте с чемпионом мира в тяжёлом весе, Халком Хоганом. Вейдер сообщил, что Хогану «не удастся избежать встречи с монстром». И уже на SuperBrawl V они встретились в бою. Хоган провёл Вейдеру leg drop, но тот вырвался из удержания. В то время как рефери лежал на полу в результате перенесённого удара, Вейдер провёл Vader Bomb на Хогане. После этого на ринг выбежал Рик Флэр и атаковал Хогана, что привело к дисквалификации Вейдера. Естественно, был назначен матч-реванш на новом PPV Uncensored. Флэр снова стоил Вейдеру матча.
23 апреля 1995 года с Вейдера было снято чемпионство США за излишнюю жестокость. Тем не менее, Вейдер получил новую возможность получить мировой титул в матче с Хоганом на Bash at the Beach в матче в стальной клетке. Хоган выбрался из клетки, и Вейдер потерял очередную возможность на мировой титул. Поэтому был возобновлён фьюд с Риком Флэром, ведь тот стоил ему всех трёх матчей с Хоганом, а значит, и трёх возможностей получить чемпионство мира. На Clash of the Champions XXXI, Вейдер победил Флэра и Арна Андерсона в гандикап-матче. Чуть позже той же ночью, Хоган попросил помощи Вейдера в разборках с Dungeon of Doom. Вейдер принял просьбу, но не сумел поучаствовать в этом противостоянии, поскольку был уволен из WCW за драку в раздевалке с Полом Орндорффом.

### Возвращение в NJPW (1996)
4 января 1996 года Вейдер снова появился в NJPW, и его первым матчем после WCW стал матч с Антонио Иноки, его давним врагом в NJPW. Вейдер проиграл этот матч, который длился почти пятнадцать минут.

### World Wrestling Federation (1996—1998)

#### Дебют (1996)
За несколько недель до Royal Rumble 1996 года, Вейдер снова был анонсирован на экранах телевизоров как «The Man They Call Vader» (рус. "Человек, которого они зовут Вейдер"). Первое его появление в World Wrestling Federation Уайт совершил именно в матче Королевской Битвы. Он вышел под тринадцатым номером и выбил из матча Джейка Робертса, Дага Гилберта, одного из членов Swat Team и Сэвьо Вегу. Также была попытка исключить из матча Йокодзуну. Вейдер был выбит Шоном Майклзом, после чего вернулся на ринг и начал выбрасывать всех, включая Майклза. Вейдер победил Вегу на следующем WWF Monday Night RAW. Позже, по сюжету, Вейдер был отстранён за излишнюю грубость (на самом же деле, ему нужно было время для восстановления травмы плеча).
Джим Корнетт дожидается возвращения Вейдера, чтобы стать его менеджером — Ёкодзуна, бывший подопечный Корнетта, покинул того. Вейдер появился на февральском In Your House 6, во время матча Ёкодзуны против Британского Бульдога. Ёкодзуна уже собирался удерживать Бульдога, тогда как Вейдер появился на ринге, атаковал Ёкодзуну, приковал того наручниками к стойке ринга и принялся избивать. Это привело к противостоянию Вейдера и Ёкодзуны на WrestleMania XII. Матч перерос в командный, с каждой стороны собралось по три рестлера — с одной стороны Вейдер, Оуэн Харт и Британский Бульдог, с другой — Ёкодзуна, Джейк Робертс и Ахмед Джонсон. Несмотря на полную доминацию Ёкодзуны, команда Вейдера все же одержала победу — сам Вейдер удержал Джейка Робертса.

#### Фьюд с Шоном Майклзом и Гробовщиком (1996—1997)
Вейдер атаковал чемпиона WWF Шона Майклза после одного из его матчей. Это привело к командному матчу на In Your House 9: International Incident (рус. In Your House 9: Международный Конфликт). Все те же Вейдер, Оуэн Харт и Британский Бульдог успешно противостояли команде Майклза, Ахмеда Джонсона и Сайхо Сида (англ. Sycho Sid) — Вейдер удержал Майклза. Позже, Вейдер и Майклз снова встретились в матче на Summerslam, где Вейдер одержал победу по отсчёту. Джим Корнетт посчитал, что титул не может переходить при победе по отсчёту, и матч нужно начать заново. Тем временем, Майклз атаковал Корнетта теннисной ракеткой и был дисквалифицирован. Матч снова начался заново, и, наконец, Майклз удержал Вейдера, защитив титул.
В течение фьюда с Майклзом, Вейдер встретился с Гробовщиком в матче на Royal Rumble 1997 года. Во время матча, бывший менеджер Гробовщика, Пол Берер вмешался в матч и атаковал Гробовщика, тем самым помог Вейдеру победить; Берер стал новым менеджером Вейдера. Позже, Вейдер и Гробовщик участвовали в Королевской Битве, где Стив Остин был выброшен Бретом Хартом. Тем не менее, рефери этого не видели, и это дало Остину шанс вернуться на ринг и выбросить на пол Гробовщика и Вейдера, затем Брета Харта, который был занят «Ненастоящим» Дизелем, устранить обоих и выиграть матч. В результате этого, Вейдер, Брет Харт, Гробовщик, а также сам Остин были включены в матч на выживание на In Your House 13: Final Four (рус. In Your House 13: Финальная Четвёрка) за Чемпионство WWF. Вейдер, истекающий кровью, был выброшен за ринг Гробовщиком. Позже, Берер добился для своих протеже, Вейдера и Манкайнда, матча за командные чемпионства, несмотря на частые противостояния этих рестлеров. Они провалили свой шанс выиграть «золото» на WrestleMania 13.

#### Различные фьюды и уход (1997—1998)
Вейдер снова получил возможность побороться с Гробовщиком (на этот раз — за чемпионство WWF) на In Your House 16: Canadian Stampede (рус. In Your House 16: Канадское Бегство), и проиграл. Следующей ночью, на RAW is WAR, Вейдер боролся с «Патриотом» Делом Уилкесом. Патриот выиграл матч и побежал за Бретом Хартом, который находился у ринга весь матч. Вейдер атаковал Патриота, затем вернул на ринг, где провёл тому Vader Bomb. Харт поднялся на ринг и накрыл Патриота канадским флагом. Вейдер, увидев это, взял флаг и разорвал его, начав драку с Хартом. Это привело к фейс-тёрну Вейдера и попаданию в команду США в противостоянии США против Канады. На Survivor Series Вейдер стал лидером команды, состоявшей также из Голдаста, Марка Меро и Стива Блэкмана (заменяющего травмированного Патриота). Со стороны канадцев были Британский Бульдог, Джим Нейдхарт, Дуг Фурнас и Фил ЛаФон. Во время матча, Голдаст покинул команду. Команда США проиграла матч, после удержания Британским Бульдогом Вейдера, атакованного гонгом. Голдаст и Вейдер начали фьюд, продолжавшийся до Royal Rumble 1998 года, где Вейдер победил. Позже, Голдаст выбросил Вейдера за ринг в Королевской Битве (Вейдер вышел под номером 30).
Кейн и Вейдер впервые боролись на ринге один на один в матче на PPV No Way Out of Texas: In Your House. Вейдер проиграл после chokeslam и Tombstone piledriver, проведённых Кейном, а позже был атакован тем же Кейном большим стальным гаечным ключом. Вейдера увезли на каталке и он долгое время не появлялся на ТВ. На Unforgiven: In Your House, несколькими месяцами позднее, Вейдер вернулся во время матча в огне между Кейном и Гробовщиком. Кейн собрался покинуть ринг, в то время как появился Вейдер и загнал Кейна обратно на ринг для продолжения матча, который Кейн в итоге проиграл. На Over the Edge: In Your House, в матче между Кейном и Вейдером «Маска против Маски», в котором проигравший обязан снять свою маску, Вейдер попытался воспользоваться гаечным ключом, но у него это не получилось, что привело к победе Кейна и вынужденной потере маске. В интервью Майклу Коулу после матча, Вейдер сказал: «Я сделал самую большую ошибку в своей жизни. Может быть, время Вейдера кончено. Я — кусок дерьма. Большущий, толстый кусок дерьма.»
В дальнейшем, у Вейдера началась серия поражений, вплоть до фьюда с Марком Генри, который Вейдер также проиграл. Уход был неизбежен, и Вейдер задумался о скорейшем возвращении в Японию. Его финальным матчем на PPV стало поражение от JBL на Breakdown: In Your House в матче No Holds Barred 27 сентября 1998 года. Последним телевизионным матчем в WWF для Вейдера стало поражение Эджу на Sunday Night Heat. А самым последним матчем в WWF для него стало домашнее шоу WWF 25 октября, где в матче «тройная угроза» он сдался от захвата лодыжки Кеном Шемроком.

### All Japan Pro Wrestling и Pro Wrestling Noah (1998—2002)
После ухода из WWF Вейдер отправился в All Japan Pro Wrestling. Там он сформировал команду со старым другом Стэном Хансеном, с которым они дошли до финала в турнире за командные титулы, где были побеждены Кэнтой Кобаси и Дзюном Акиямой. В начале 1999 года, он стал первым претендентом на титул чемпиона Тройной короны в тяжёлом весе, в матче за попадание в который Вейдер победил Кобаси. Вейдер выиграл этот чемпионат и стал чемпионом Тройной Короны 6 марта 1999 года, победив Акиру Тауэ. Затем он выиграл «Карнавал чемпионов» (англ. Champion's Carnival). Вейдер проиграл титул Тройной Короны 2 мая в матче с Мисавой, вернув его лишь 31 октября. Позже он снова проиграл Кобаси и взял небольшой перерыв.
После возвращения, Вейдер подписал контракт с новым японским промоушеном — Pro Wrestling Noah, где выиграл командные титулы с 2 Cold Scorpio.

### Разные выступления (2005—2007, 2010—2012, 2016—2017)
19 февраля 2003 года, Вейдер появился на Total Nonstop Action (TNA) для поддержки Дасти Роудса, который в то время отыгрывал фьюд с Братьями Харрисами. Они выиграли командный матч на следующей неделе против Братьев Харрисов по дисквалификации. Затем Вейдер начал фьюд с Никитой Коловым, чью карьеру Вейдер теоретически закончил задолго до этих событий. Как бы то ни было, пути TNA и Вейдера разошлись.
Вейдер вернулся в World Wrestling Entertainment 31 октября 2005 года на RAW, где Джонатан Коучман (англ. Jonathan Coachman) анонсировал матч на будущее Taboo Tuesday — гандикап-матч по правилам уличной драки, где Голдаст, Вейдер и сам Коучман должны были драться против «Ледяной Глыбы» Стива Остина, но не смог участвовать и был заменён Батистой. Вейдер и Голдаст вмешались в противостояние Батисты и Кочмана и получили по spinebuster. Батиста удержал Кочмана после Batista Bomb и выиграл матч. Вейдер вскоре покинул WWE и вновь вернулся в Японию.
Вейдер вернулся в Японию и начал выступать на шоу Wrestleland (рус. Страна Рестлинга, Мир Рестлинга). Он также работал в независимых поездках под псевдонимом Big Van Vader, включая матчи против Самоа Джо и Дэна Маффа (англ. Dan Maff) в Jersey All Pro Wrestling с командным партнёром — Майком «Клёвым» Осомом (англ. Mike Awesome). 12 мая 2007 года боролся с Брутусом «Парикмахером» Бифкейком (англ. Brutus "The Barber" Beefcake) на благотворительном шоу Spartan Slamfest при поддержке World Wrestling Coalition (рус. Мировая Коалиция Рестлинга) в Кингстоне, Пенсильвания.
После матча в Кингстоне, Уайт ушёл из рестлинга и начал работать футбольным тренером в одной из школ. 29 апреля 2010 года Уайт совершил возвращение, но только на одну ночь — под псеводнимом Vader он выступал на шоу Vader Time 5 — Return of the Emperor (рус. Время Вейдера 5 - Возвращение Императора). Здесь он воссоединился со своим старым командным партнёром 2 Cold Scorpio, а также со своим сыном Джессе и успешно победил команду Макоты Хаси, Тамона Хонды и Тацуми Фудзинами в главном событии вечера.
После землетрясения и цунами в Тохоку в 2011, Вейдер и его сын боролись на специальном шоу All Japan Pro Wrestling и Pro Wrestling Zero One.
Вейдер вернулся на ринг в США 28 января 2012 года. он победил Арика Рояла и Адама Пейджа в гандикап-матче на шоу WrestleReunion: Los Angeles 11 мая 2012 года победил непобедимого ранее Джея Брэдли (англ. Jay bradley).
11 июня 2012 года на RAW Вейдер сделал первое появление в WWE спустя около семи лет, победив Хита Слейтера в одиночном матче.
7 декабря 2012 года Вейдер на один матч вернулся в промоушен All Japan Pro Wrestling. В команде с Кэйдзи Муто и Кенсо они победили Бамби Киллера, Франза Динамита и Масаду в командном матче 3-на-3.
19 января 2013 года Вейдер снова стал чемпионом — он выиграл титул XWA в тяжёлом весе в небольшом промоушене в Род-Айленде. Титул принесла победа в Королевской Битве.

## Смерть
18 июня 2018 года скончался после месячной пневмонии.

## Вне ринга

### Фильмы
- Кулак Полярной Звезды (англ. Fist of the North Star) (1995) в роли Голиафа[13]
- Убийца Харт: Бой с тенями (англ. Hitman Hart: Wrestling with Shadows) (1998) в роли Вейдера
- Нереальная История Профессионального Рестлинга (англ. The Unreal Story of Professional Wrestling) (1999) в роли Вейдера[13]

### Видеоигры
В игре Fatal Fury персонаж Raiden, также известный как «Большой медведь» (англ. Big Bear), сделан по образу Вейдера в Японии. Alexander the Grater из игры Saturday Night Slam Masters надевал в игре маску, очень похожую на маску Вейдера, которую тот носил в ранних 90-х. Вейдер был доступен как загружаемый контент (DLC) для игры WWE Smackdown vs. RAW 2009 и как разблокируемый персонаж в игре WWE '12. За него можно было также поиграть в WWE '13, а вот уже в следующей игре серии — WWE 2K14 — Вейдер как игровой персонаж отсутствует.

## Личная жизнь
Сын Уайта, Джесс Уайт, родился 19 апреля 1986 года. Уайт начал тренировать Джесса в июле 2009 года, чтобы тот стал рестлером в Японии. Поначалу Джесс мог стать футболистом и попасть в Национальную футбольную лигу, но получил травму. В апреле 2011 Джесс заключил контракт с WWE. До 2013 года выступал на подготовительных площадках WWE — Florida Championship Wrestling (FCW) и NXT под псевдонимом Джейк Картер (англ. Jake Carter).
Жена Уайта ушла от него в 2007 году после продолжительных запоев Леона. После этого, Уайт бросил пить. Позже перенёс операцию на колене. Леон пережил кому, которая продолжалась 33 дня, за которые он потерял 51 килограмм.

## В рестлинге
- Завершающие приёмы
  - Release powerbomb
  - Vader Bomb[19] (Corner slingshot splash)
  - Vadersault[19] (лунное сальто)
- Коронные приёмы
  - Bearhug
  - Body avalanche[20]
  - Chokeslam
  - Diving Splash
  - Дропкик
  - Face Eraser
  - Forearm club[20]
  - Немецкий суплекс
  - Лариат, иногда — с верхнего каната[20]
  - Release German Suplex
  - Сплэш с разбега[20]
  - Short-arm clothesline
  - Van Hammer (Corner Multiple Forearm club)
  - Vader Crush (Body Splash)
  - Vader Slam (Falling powerslam)
  - Vertical suplex
- Менеджеры
  - Пол Берер[21]
  - Джим Корнетт[21][22]
  - Рик Флэр[21]
  - Харли Рейс[21]
- Псевдонимы
  - «Baby Bull»
  - «Bull Power»
  - «The Mastodon»
- Музыкальные темы
  - Rainbow — «Eyes of the World»[23]
  - Джим Джонстнон — «Mastadon»[23]

## Титулы и достижения
- All Japan Pro Wrestling
  - Чемпион Тройной короны в тяжёлом весе (2 раза)[24]
  - Объединённый командный чемпион (1 раз) — со Стивом Уильямсом[25]
  - Champion’s Carnival (рус. Карнавал Чемпионов) (1999)
- Catch Wrestling Association
  - Интерконтинентальный чемпион CWA в тяжёлом весе (1 раз)[26]
  - Чемпион мира CWA в тяжёлом весе (3 раза)[27]
- Impact Zone Wrestling
  - Чемпион IZW в тяжёлом весе (1 раз)
- New Japan Pro Wrestling
  - Чемпион IWGP в тяжёлом весе (3 раза)[28]
  - Командный чемпион IWGP (1 раз) — с Бам Бам Бигелоу[29]
  - Super Grade Tag League (1991) — с Тацуми Фудзинами[30]
- Pro Wrestling Illustrated
  - Рестлер года (1993)
  - PWI ставит его на 27 место в списке 500 лучших рестлеров за всю историю (2003)
- Pro Wrestling Noah
  - Командный чемпион GHC (1 раз) — с 2 Cold Scorpio[31]
- Universal Wrestling Association
  - Чемпион мира UWA в тяжёлом весе (1 раз)[32]
- Union of Wrestling Forces International
  - Чемпион мира UWFi в тяжёлом весе (1 раз)[33]
- World Championship Wrestling
  - Чемпион Соединённых Штатов WCW в тяжёлом весе (1 раз)[34]
  - Чемпион мира WCW в тяжёлом весе (3 раза)[35][36][37]
- World Wrestling Federation/WWE
  - Slammy Award за «Преступление века» (1996)[38] Нападение на президента WWF Гориллу Мунсуна (англ. Gorilla Monsoon)
  - Зал славы WWE (2022)
- Xtreme Wrestling Association
  - Чемпион XWA в тяжёлом весе (1 раз)[11]
- Wrestling Observer Newsletter
  - Лучший хил (1993)
  - Лучший приём (1993) Мунсолт
  - Самый прогрессирующий рестлер (1999)
  - Рестлер года (1993)
  - Зал славы Wrestling Observer Newsletter (1996)